# Deep Space (film)
Pour plus de détails, voir Fiche technique et Distribution.
Deep Space est un film d'horreur et de science-fiction américain réalisé par Fred Olen Ray, sorti en 1988, sur un monstre qui terrorise une ville des États-Unis et le détective qui doit l’arrêter.

## Synopsis
L’armée américaine perd le contrôle d’un satellite secret qui contient une arme biologique. En s’écrasant près de Los Angeles, l’arme s’échappe et commence à terroriser les citoyens. Le lieutenant de police McLemore est chargé d’essayer d’arrêter le monstre avant qu’il ne tue plus de gens et ne s’échappe dans les environs.

## Distribution
- Charles Napier (VF : Michel Barbey) : détective Ian McLemore
- Ann Turkel : Carla Sandbourn
- Bo Svenson : capitaine Robertson
- Ron Glass (VF : Michel Papineschi) : Jerry Merris
- Julie Newmar : Lady Elaine Wentworth
- James Booth : le docteur Forsyth
- Norman Burton : général Randolph
- Jesse Dabson : Jason
- Elisabeth Brooks : Mme Ridley
- Anthony Eisley : le docteur Rogers[2]

## Réception critique
Sur Rotten Tomatoes, le film a 1 critique négative datant de novembre 2002, et un score d’audience de 19%. Creature Feature a donné au film 3 étoiles sur 5, appréciant le casting et le trouvant meilleur que celui des autres films de Ray.